# امعمران

منطقة امعمران هي عبارة عن قرية متوسطة الكثافة السكانية 
توجد في قبيلة تمسمان التابعة لإقليم الدريوش نيابة الناظور 
و تتميز هذه المنطقة بوفرة المياه المعدنية الجوفية التي تنبع من باطن الأرض و كذلك يوجد فيها الكثير من الينابيع السطحية 
و يعتمد سكانها على الفلاحة بشكل كبير إضافة إلى الأعمال الأخرى 
و تبلغ مساحة هذه الأرض حوالي أربعة كيلومترات مربعة 
و تتميز بخصوبة أراضيها و تتوفر المنطقة على الطرق الرئيسية 
و الكهرباء و أما المدرسة فتبعد عنها حوالي كيلومتر بحيث تقع في البلدة المجاورة المسماة بودينار و يبلغ تعداد سكان المنطقة حوالي 500 نسمة.

## المصدر
تــمــســمـــان